# Hans Fischer (Politiker, 1901)
Hans Fischer (* 5. Februar 1901 in Grosswangen; † 25. Februar 1974 in Luzern; katholisch, heimatberechtigt in Grosswangen) war ein Schweizer Politiker (CSP).

## Biografie
Hans Fischer wurde am 5. Februar 1901 in Grosswangen als Sohn des Landwirts, Mühle- und Sägereibesitzers, Luzerner Grossrats und Gemeindepräsidenten Johann Fischer geboren. Nach dem Besuch des Kollegiums in Engelberg absolvierte Hans Fischer ein Studium der Rechte in Genf, München und Bern.
In der Folge war Hans Fischer als Rechtsanwalt und Notar in Grosswangen und Luzern tätig. Dazu gehörte er diversen Verwaltungsräten an, so dem schwiegerväterlichen Unternehmen, der Centralschweizerischen Kraftwerke AG, von 1939 bis 1963 der Druckerei Maihof AG, Herausgeber der Zeitung Vaterland, der Schindler Holding AG, der Schweizer Rentenanstalt oder von 1966 bis 1971 als Verwaltungsratspräsident der Schweizerischen Bundesbahnen. Überdies fungierte Fischer als Mitglied der Schweizerischen Gewerbekammer sowie zwischen 1929 und 1930 als Zentralpräsident des Schweizerischen Studentenvereins (StV). Ferner präsidierte Hans Fischer die Vereinigung Schweizerischer Futtermittelfabrikanten.
Hans Fischer war mit Gertrud, der Tochter des Transportunternehmers und Gründers der Sauerstoff- und Wasserstoffwerke AG Luzern Arnold Gmür, verheiratet. Er verstarb am 25. Februar 1974 drei Wochen nach Vollendung seines 73. Lebensjahres in Luzern.

## Politische Ämter
Hans Fischer übte zunächst von 1929 bis 1934 das Amt des Gemeindeschreibers von Grosswangen aus. Daran anschliessend war er bis 1940 als Amtsgehilfe des Amts Sursee eingesetzt. Daneben war Fischer zwischen 1935 und 1959 im Grossen Rat des Kantons Luzern vertreten. Darüber hinaus nahm er von 1951 bis 1963 Einsitz in den Nationalrat. Zudem stand Hans Fischer zwischen 1952 und 1956 der Konservativ-Christlichsozialen Partei des Kantons Luzern als Präsident vor.